# Çò dera Rectoria de la plaça Major (Gausac)
Çò dera Rectoria de la plaça Major és una obra de Gausac, al municipi de Vielha e Mijaran (Vall d'Aran) inclosa a l'Inventari del Patrimoni Arquitectònic de Catalunya.

## Descripció
Casa d'estructura rectangular, de dues plantes definides per les obertures i "humarau". La coberta, a dues aigües, conserva l'estructura de fusta, i la teulada de pissarra. La capièra és paral·lela a la façana, i ambdues s'orienten vers migdia. La façana simètrica presenta com a motius ornamentals, a part de l'arrebossat i de l'encalat, una motllura horitzontal en relleu pintada de blanc que separa les plantes; en el primer pis, imitació de columnes de base, fust i capitell, també en color blanc, i el ràfec o "aturahuecs" pintat en una tira rectangular de color blau. Amb això la façana adquireix una aparença de major solidesa. La porta d'accés resolta en fusta s'eleva en el nivell del carrer a partir d'un gró. Els muntants de la porta recolzen sobre sengles daus rectangulars de marbre, treballats amb motllures i cisellats (aprofitats) La llinda de la porta és llisa, amb els extrems encastats al mur. Les dues fulles de la porta són força ornades a,n diversos motius, entre els quals destaca a la part superior una estrella de sis puntes calades. A sobre de la llinda, un bloc de pedra encastat en el mur duu pintada: ANO/1925/J.B.R. Adossat al costat de ponent hi ha una "bòrda" amb el paller en el primer pis (afegida)